# Bryaxis nemorosus
Bryaxis nemorosus (лат.) — вид жуков-ощупников рода Bryaxis (Pselaphinae) из семейства стафилиниды. Южная Корея. Видовой эпитет происходит от латинского слова nemorosus («лесистый, тенистый», мужской род), обозначающее местообитание, где были собраны виды.

## Распространение
Южная Корея (Gageo island, Sinan-gun, Чолла-Намдо).

## Описание
Мелкие коротконадкрылые жуки-ощупники. Длина тела менее 2 мм (от 1,57 до 1,58 мм). Основная окраска красновато-коричневая. Усики 11-члениковые. От близких видов отличается следующими признаками: удлиненная голова с маленькими глазами, расположенными на середине длины головы. Фасеточные глаза редуцированы, в них 9 фасеток. Взрослые особи этого вида по форме усиков IV—XI похожи на Bryaxis girinensis Choi, Park, Lee & Park, 2023. Однако их можно отличить по угловатой височной части, значительно превышающей длину глаз, гладкому максиллярному пальпомеру II, не украшенным усикам и ножкам, стройным передним голеням без шипа и эндофаллосу, состоящему из трех длинных стоек. Голотип и паратипы этого вида были собраны путем просеивания листовой и почвенной подстилки во влажном лесу с густым пологом, расположенном на острове.